# Klara Griefahn
Klara Griefahn (* 19. September 1897 in Budapest als Klara Hoffmann; † 30. Januar 1945 in Jena) war eine jüdische Ärztin, die 1945 den Freitod wählte, um der Deportation durch die Nationalsozialisten zu entgehen.

## Leben und Wirken
Klara Griefahn, Tochter eines jüdischen Weinhändlers, legte 1916 in Budapest die Matura (Abitur) ab und begann ein Medizinstudium. 1917 wechselte sie nach Greifswald und setzte hier ihr Studium fort. Ihre jüdische Herkunft wurde dort nicht registriert, sie galt als Ungarin, die sich in Deutschland zur Ärztin ausbilden lassen möchte. Hier lernte sie ihren späteren Mann Siegfried Griefahn kennen. Beide heirateten 1920 in Budapest.
1922 siedelte die Familie Griefahn nach Lobeda bei Jena über. Ihr Mann Siegfried eröffnete hier eine Arztpraxis (zunächst Markt 3, 1924 bis 1939 Diakonatsgasse 5, später Schulstr. 13). Klara Griefahn schloss ihr Studium in Jena ab und erhielt am 3. November 1923 ihre Approbation als Ärztin. Sie arbeitete in der Praxis ihres Mannes mit, widmete sich besonders der Gesundheitsfürsorge im Wochenbett und im Säuglingsalter und führte in Jena die ersten kostenlosen Mütterberatungen ein. Die Patienten schätzten ihre mütterlich-selbstlose Art. 1924 wurde ihr Sohn Sigurd geboren, 1928 die Tochter Dörte.
Im Jahre 1931 eröffnete Klara Griefahn eine eigene, allgemein-medizinische Praxis in Jena, Goethestr. 6. Bereits im Juli 1933 legte sie diese Praxistätigkeit vorsichtshalber wieder nieder, um der Kennzeichnung als „nichtarische“ Ärztin zuvorzukommen – sie galt als „Mischling 2. Grades“. Gelegentlich arbeitete sie dann in der Praxis ihres Mannes mit.
Klara Griefahn konnte bis 1943 verbergen, dass sie im Sinne der nationalsozialistischen Rassengesetze Jüdin war. 1943 wurde sie jedoch von einer engen Freundin denunziert. Nach zahlreichen Verhören durch die Gestapo musste sie ihre jüdische Abstammung eingestehen. Sie versuchte kurz darauf, sich das Leben zu nehmen, wurde jedoch gerettet. Ihr wurde die Approbation aberkannt und sie musste den zusätzlichen Vornamen Sara tragen. Gleichzeitig wurden ihre Kinder als „Mischlinge 1. Grades“ eingestuft, was deutliche Repressionen zur Folge hatte. Ihre Tochter wurde vom Lyzeum verwiesen, der Sohn aus der Luftwaffe entlassen. Schlimmere Folgen blieben ihr zunächst erspart, da sich ihr Ehemann Siegfried weigerte, sich von ihr zu trennen. Er wurde in dieser für ihn gefährlichen Situation von seinen Patienten geschützt, die für ihn Partei ergriffen.
Klara Griefahn lebte von nun an in ständiger Angst vor einer möglichen Deportation. Obwohl sie viele Sympathisanten im Ort Lobeda hatte und mit ihrem ärztlichen Wissen vielen Nachbarn illegal half, verschlimmerte sich ihre psychische Situation. Im 29. Januar 1945 erhielt Klara Griefahn den Deportationsbescheid nach Theresienstadt. Danach schied sie in der Nacht vom 30. zum 31. Januar 1945 durch eine Überdosis Morphium aus dem Leben.
Der Abschiedsbrief enthält das bekannt gewordene Zitat:  …lieber Tot als Sklav. Tragisch an ihrem Entschluss war auch, dass alle Jenaer Juden, die mit dem letzten Deportationszug am 31. Januar 1945 abtransportiert wurden, den Krieg überlebten und nach Jena zurückkehrten. Dieser Freitod schreckte die Lobedaer Bürger sehr. Zum Tag ihrer Beerdigung soll der Friedhof voller Menschen gewesen sein.

## Ehrungen

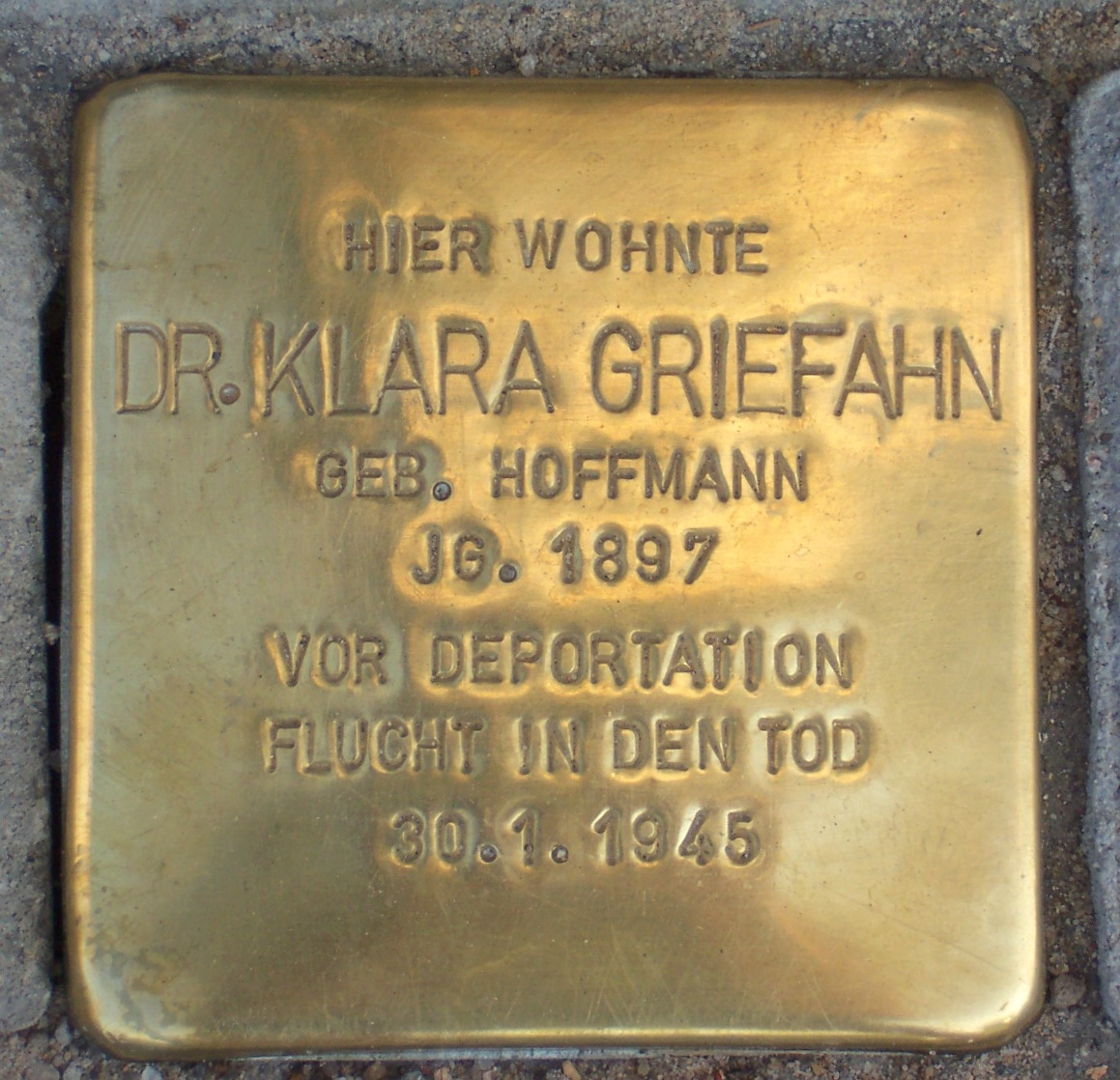
Stolperstein für Klara Griefahn

Bereits am 12. November 1945 wurde die Schulstraße in Lobeda, in der sie gewohnt hatte, in Klara-Griefahn-Straße umbenannt. Nach der politischen Wende 1989 folgten weitere Ehrungen: Seit dem 19. November 2002 trägt die Station 3 der Frauenklinik Jena den Namen Klara Griefahn.
Am 12. November 2005, genau 60 Jahre nach der Umbenennung der Schulstraße, wurde in einer Gedenkstunde eine Informationstafel zu Klara Griefahn angebracht.
Am 17. August 2009 wurde ein „Stolperstein“ des Künstlers Gunter Demnig aus Köln vor ihrem einstigen Wohnhaus gesetzt, dort wird seitdem jährlich am 9. November Klara Griefahn gedacht.
Am 25. März 2015 nahm der Stadtrat Jenas einmütig ihr Grab in Lobeda als schützenswerte Grabstätte in die Ehrengräbersatzung der Stadt auf.